# Cophinopoda matilei
Cophinopoda matilei är en tvåvingeart som beskrevs av Tsacas och Artigas 1994. Cophinopoda matilei ingår i släktet Cophinopoda och familjen rovflugor. Inga underarter finns listade i Catalogue of Life.